# Куигаляй
Куигаляй — деревня в Ионавском районе Каунасского уезда в центральной Литве. Входит в состав Жеймяйского староства.

## География
Деревня Куигаляй находится в 8 км на запад от центра староства Жеймяя. Она расположена рядом с автодорогой Ионава-Кедайняй-Шедува. Через неё протекает река Барупе (приток реки Нявежис). Имеется 7 улиц, самая крупная-Жеймяйская, образованная просёлочной дорогой, заходящей в деревню.

## История
Во время советской власти Куйгаляй был центральным поселком садоводческого совхоза Барупе.

## Население
В 1923 г. проживало 63 жителя (из них 14 в поместье), в 1959 г. — 1944 г., в 1970 г. — 63, в 1979 г. — 303, в 1989 г. — 497, в 2001 г. — 455, в 2011 году — 409, а в 2021—331 человек.

## Социальная инфраструктура
В деревне имеются почта, амбулатория, начальная школа, дом культуры, библиотека (1961).